# Plover (Iowa)
Plover és una població dels Estats Units a l'estat d'Iowa. Segons el cens del 2000 tenia 95 habitants.

## Demografia
Segons el cens del 2000, Plover tenia 95 habitants, 43 habitatges, i 30 famílies. La densitat de població era de 67,9 habitants/km².
Dels 43 habitatges en un 23,3% hi vivien nens de menys de 18 anys, en un 62,8% hi vivien parelles casades, en un 4,7% dones solteres, i en un 30,2% no eren unitats familiars. En el 30,2% dels habitatges hi vivien persones soles el 16,3% de les quals corresponia a persones de 65 anys o més que vivien soles. El nombre mitjà de persones vivint en cada habitatge era de 2,21 i el nombre mitjà de persones que vivien en cada família era de 2,7.
Per edats la població es repartia de la següent manera: un 16,8% tenia menys de 18 anys, un 7,4% entre 18 i 24, un 21,1% entre 25 i 44, un 31,6% de 45 a 60 i un 23,2% 65 anys o més.
L'edat mediana era de 46 anys. Per cada 100 dones de 18 o més anys hi havia 113,5 homes.
La renda mediana per habitatge era de 29.306 $ i la renda mediana per família de 30.625 $. Els homes tenien una renda mediana de 25.750 $ mentre que les dones 26.250 $. La renda per capita de la població era de 15.241 $. Entorn del 17,2% de les famílies i el 15,2% de la població estaven per davall del llindar de pobresa.

## Poblacions més properes
El següent diagrama mostra les poblacions més properes.